# Chusquea
Chusquea là một chi tre thường xanh. Hầu hết loài là cây bản xứ vùng đồi núi Mỹ Latinh, từ México đến Chile và Argentina.
Đôi khi trong tiếng Anh chúng được gọi là "South American mountain bamboos" (tre núi Nam Mỹ). Khác những chi tre khác, Chusquea có thân đặc chứ không rỗng.

## Loài nổi bật
Chusquea culeou sống ở miền nam Chile và tây Argentina, là loài tre giỏi chịu giá rét Nam Mỹ và loài duy nhất phát triển thành công ở vùng ôn đới Bắc Bán cầu. Người Mapuche còn lấy nó làm nhạc cụ và giáo mác trong cuộc chiến tranh Arauco.
Chusquea quila, khác với đa phần các loài tre khác, là cây bò lan và cây leo. Nó ưa nơi ẩm ướt và không mọc ở chỗ cao hơn 500 mét (1.600 ft), nơi C. culeou chiếm ưu thế.

## Phân loại
Chi Chusquea trước đây gồm một số loài mà nay đặt trong Dendragrostis, Rettbergia, Swallenochloa, hay Neurolepis.  Chi này được chia làm ba phân chi, Rettbergia, Swallenochloa và Chusquea, dù bằng chứng phân tử chỉ cho thấy nét riêng của Rettbergia.
Loài
1. Chusquea abietifolia
2. Chusquea acuminata
3. Chusquea albilanata
4. Chusquea amistadensis
5. Chusquea andina
6. Chusquea anelythra
7. Chusquea anelytroides
8. Chusquea angustifolia
9. Chusquea antioquensis
10. Chusquea aperta
11. Chusquea arachniformis
12. Chusquea aristata
13. Chusquea aspera
14. Chusquea asymmetrica
15. Chusquea attenuata
16. Chusquea baculifera
17. Chusquea bahiana
18. Chusquea bambusoides
19. Chusquea barbata
20. Chusquea bilimekii
21. Chusquea bradei
22. Chusquea caparaoensis
23. Chusquea capitata
24. Chusquea capituliflora
25. Chusquea ciliata
26. Chusquea circinata
27. Chusquea cordata
28. Chusquea coronalis
29. Chusquea costaricensis
30. Chusquea culeou
31. Chusquea cumingii
32. Chusquea cylindrica
33. Chusquea decolorata
34. Chusquea deficiens
35. Chusquea deflexa
36. Chusquea delicatula
37. Chusquea depauperata
38. Chusquea diversiglumis
39. Chusquea dombeyana
40. Chusquea elata
41. Chusquea elegans
42. Chusquea erecta
43. Chusquea exasperata
44. Chusquea falcata
45. Chusquea fasciculata
46. Chusquea fendleri
47. Chusquea fernandeziana
48. Chusquea foliosa
49. Chusquea galeottiana
50. Chusquea gigantea
51. Chusquea glauca
52. Chusquea glomerata
53. Chusquea gracilis
54. Chusquea grandiflora
55. Chusquea guirigayensis
56. Chusquea hatschbackii
57. Chusquea heterophylla
58. Chusquea huantensis
59. Chusquea ibiramae
60. Chusquea inamoena
61. Chusquea juergensii
62. Chusquea laegaardii
63. Chusquea lanceolata
64. Chusquea latifolia
65. Chusquea lehmannii
66. Chusquea leonardiorum
67. Chusquea leptophylla
68. Chusquea liebmannii
69. Chusquea ligulata
70. Chusquea linearis
71. Chusquea londoniae
72. Chusquea longifolia
73. Chusquea longiligulata
74. Chusquea longipendula
75. Chusquea longiprophylla
76. Chusquea longispiculata
77. Chusquea lorentziana
78. Chusquea loxensis
79. Chusquea maclurei
80. Chusquea macrostachya
81. Chusquea maculata
82. Chusquea magnifolia
83. Chusquea meyeriana
84. Chusquea microphylla
85. Chusquea mimosa
86. Chusquea mollis
87. Chusquea montana
88. Chusquea muelleri
89. Chusquea nana
90. Chusquea nelsonii
91. Chusquea neurophylla
92. Chusquea nudiramea
93. Chusquea nobilis
94. Chusquea nutans
95. Chusquea oligophylla
96. Chusquea oxylepis
97. Chusquea pallida
98. Chusquea paludicola
99. Chusquea patens
100. Chusquea perligulata
101. Chusquea perotensis
102. Chusquea peruviana
103. Chusquea petiolata
104. Chusquea picta
105. Chusquea pinifolia
106. Chusquea pittieri
107. Chusquea pohlii
108. Chusquea polyclados
109. Chusquea pubescens
110. Chusquea pubispicula
111. Chusquea pulchella
112. Chusquea purdieana
113. Chusquea quila
114. Chusquea ramosissima
115. Chusquea renvoizei
116. Chusquea repens
117. Chusquea rigida
118. Chusquea riosaltensis
119. Chusquea robusta
120. Chusquea scabra
121. Chusquea scandens
122. Chusquea sclerophylla
123. Chusquea sellowii
124. Chusquea serpens
125. Chusquea serrulata
126. Chusquea silverstonei
127. Chusquea simpliciflora
128. Chusquea smithii
129. Chusquea sneidernii
130. Chusquea spadicea
131. Chusquea spathacea
132. Chusquea spectabilis
133. Chusquea spencei
134. Chusquea spicata
135. Chusquea steyermarkii
136. Chusquea straminea
137. Chusquea subtessellata
138. Chusquea subtilis
139. Chusquea subulata
140. Chusquea sulcata
141. Chusquea talamancensis
142. Chusquea tarmensis
143. Chusquea tenella
144. Chusquea tessellata
145. Chusquea tomentosa
146. Chusquea tonduzii
147. Chusquea tovari
148. Chusquea tuberculosa
149. Chusquea uliginosa
150. Chusquea uniflora
151. Chusquea urelytra
152. Chusquea valdiviensis
153. Chusquea villosa
154. Chusquea virgata
155. Chusquea vulcanalis
156. Chusquea wilkesii
157. Chusquea windischii